# David Harvey
David Harvey (31 de octubre de 1935 en Gillingham, Kent, Inglaterra) es un geógrafo y teórico social marxista británico. Desde 2001, es catedrático de Antropología y Geografía en la City University of New York (CUNY) y Miliband Fellow de la London School of Economics. En 1997, fue nombrado doctor honoris causa por la Universidad de Buenos Aires. 
Es uno de los geógrafos académicos más citados y autor de numerosos artículos y libros de gran influencia en el desarrollo de la geografía moderna. En 2007, los analistas Thomson Reuters le incluyó en su ranking de los veinte académicos más citados en las Humanidades. Se autodefine como «urbanista rojo» y afirma pretender «crearle ardor de estómago a la bestia del capitalismo».

## Biografía y obra
David Harvey se graduó en Cambridge con una tesis sobre el condado de Kent en el siglo XIX siguiendo la gran tradición en Geografía Histórica regional de esta universidad. De hecho la atención al dinamismo de los fenómenos será una constante en toda su obra a partir de entonces. A mediados de la década de 1960 comienza a interesarse por el gran desarrollo de los métodos cuantitativos y de la filosofía neopositivista y popperiana en las ciencias sociales, contribuyendo así al desarrollo de la geografía cuantitativa.
Ha sido también profesor de Geografía e Ingeniería Ambiental en la Universidad Johns Hopkins, siendo profesor de 1969 a 1973, y catedrático de 1973 a 1989. De 1987 a 1993, ocupó la cátedra de Geografía Halford Mackinder de la Universidad de Oxford, y en 1993 vuelve a ocupar la cátedra de Geografía en Johns Hopkins, hasta 2001.

### Teorías, leyes y modelos en geografía - Explanation in Geography
En 1969 publica Explanation in Geography, texto fundamental en esta corriente. Las raíces de este trabajo están en la propia Universidad de Cambridge, en cuyo departamento de geografía también trabajaron otros famosos geógrafos cuantitativos como Dick Chorley, y Peter Haggett. En esta obra, Harvey critica el excepcionalismo en geografía, de manera similar a como lo realiza Schaefer y Bunge. Se refiere a Hettner, Harshorne y Sauer como geógrafos que hicieron servir sus explicaciones en la línea metodológica tradicional, en el caso de Sauer, a pesar de tener una teoría, no se podía utilizar una hipótesis verificable.
Al igual que sus colegas de profesión, Schafer y Bunge, Harvey considera el excepcionalismo en geografía como la explicación incorrecta que se había basado en los enunciados de Kant y se había convertido en principio fundamental de la geografía ortodoxa (o tradicional) según habían expuesto Hettner y Hartshorne. Harvey reconoce la problemática que supone extender el método científico a las ciencias sociales e históricas y a la geografía, pero reclama la necesidad de esta aplicación. Hablando de leyes generales, indica que las leyes pueden establecerse igualmente en geografía física y geografía humana.
También reclama la necesidad de prestar atención en la nueva geografía a los aspectos metodológicos más que a los filosóficos y a la teoría, que es, según él: El distintivo de una disciplina y la manera de identificar la naturaleza de una disciplina, ya que proporciona enunciados generales sistemáticos que se pueden emplear en la explicación, la comprensión, la descripción y la interpretación de los hechos.
Harvey cree necesaria la consideración de la geografía como una ciencia normal: "Es posible demostrar que las leyes pueden desarrollarse en geografía. (...) Hay que abandonar el argumento en favor de una existencia de la geografía diferente, por ejemplo, a la biología y a la economía". Considera que las teorías deben ser verificables y basadas en un lenguaje matemático, que únicamente se pueden manejar en la complejidad de interacciones de forma consistente utilizando este lenguaje. El análisis de datos pide un computador rápido y métodos estadísticos adecuados, así como la validación de las hipótesis. Por lo que respecta al método indica: "El camino teórico-deductivo se encuentra probablemente más favorecido hoy en día".

### Geografía radical
A principios de la década de 1970 Harvey se traslada a Baltimore (EE. UU.), concretamente a la Universidad Johns Hopkins. Será entonces cuando su carrera dé un giro de ciento ochenta grados provocado en gran medida por la situación de los EE. UU. en ese momento. Harvey se unirá al movimiento emergente dentro de la Geografía, la Geografía radical y especialmente a su desarrollo desde la teoría marxista. Colaborará activamente en la revista de geografía radical más leída de lengua inglesa, Antipode. En 1972 publica un famoso ensayo sobre la formación del gueto donde argumenta a favor de la creación de una teoría revolucionaria que debería ser verificada a través de la práctica revolucionaria.
En 1973 publica Social Justice and the City (Urbanismo y desigualdad social) obra que recopila seis ensayos donde el autor muestra su evolución desde perpectivas liberales de izquierda (cercanas a los planteamiento de John Rawls) a perspectivas radicales (cercanas a la tradición marxista). Los temas centrales del libro giran en torno a la ciudad y sus problemas (vivienda, guetos, teoría de la renta, gentrificación). Supone un hito claro en el desarrollo de la Geografía urbana.

### Teoría del desarrollo geográfico desigual
Su siguiente obra de importancia será Limits to Capital (1982) de fuerte contenido teórico y muy crítica con toda la tradición marxista por haber prestado poca atención a los aspectos geográficos del capitalismo. De hecho toda la parte final de Limits está dedicada a desarrollar estos aspectos a partir de la teoría del desarrollo geográfico desigual del capitalismo.

### La condición de la posmodernidad
En 1989 publica The Condition of Postmodernity (La condición de la posmodernidad. Investigación sobre los orígenes del cambio cultural), quizás su obra más famosa y citada donde critica el avance de la filosofía posmoderna y analiza su desarrollo como la dimensión cultural del capitalismo tardío o postfordista.

### Justicia, naturaleza y la geografía de la diferencia
Justice, Nature and the Geography of Difference (1996) se centra en la justicia medioambiental aunque en discusión continua con muchos de los planteamientos del ecologismo. Spaces of Hope (2000) tiene como tema la utopía y analiza cómo construir nuevos espacios sociales donde se materialice el cambio social como alternativas al sistema de libre mercado. En Paris, Capital of Modernity (2003) estudia el desarrollo de París bajo el Segundo Imperio de Napoleón III continuando así la vertiente más empírica de sus estudios, aunque estando siempre enmarcados estos en la teoría del materialismo geográfico – histórico propuesto por él mismo.

### El nuevo imperialismo
El ataque a Estados Unidos por parte del terrorismo islamista y la consiguiente reacción de EE. UU. provoca en gran medida la publicación The New Imperialism, obra en la que expone la importancia adquirida por la "acumulación por desposesión", que considera como un proceso de colonización de nuevos yacimientos de recursos para los capitalistas: desde los servicios de agua, electricidad, vivienda o salud, hasta la apropiación de los más diversos recursos naturales y el despojo de millones de pequeños propietarios y comunidades en todo el mundo, de manera que todo trabajo y todo recurso sea para enriquecer al capital. Harvey argumenta además, que la guerra de Irak permite a los neoconservadores de EE. UU. desviar la atención de los graves problemas económicos de la superpotencia.

### Breve historia del neoliberalismo
Uno de sus trabajos más recientes es A Brief History of Neoliberalism (2005), donde examina histórica y geográficamente la teoría y la práctica del neoliberalismo desde mediados de los años setenta. Considera que el neoliberalismo fue una respuesta a la crisis de acumulación sufrida por el capitalismo en los años setenta, caracterizada por una baja de los rendimientos de las inversiones simultánea con un incremento de las luchas sociales. El neoliberalismo pudo establecerse aprovechando que la crisis provocó la debilidad de los estados frente a los bancos, los cuales pudieron imponer las privatizaciones y la reducción de las garantías laborales. Para Harvey, el neoliberalismo ha tenido éxito en incrementar el capital y el poder de los estratos altos de la sociedad, pero ha ampliado la brecha entre estos y las mayorías empobrecidas, poniendo en primera plana, otra vez, la lucha de clases. La crisis de acumulación reaparece, no fue definitivamente resuelta y ello traza los límites históricos del modelo neoliberal.
Entre sus muchas otras publicaciones, su Capital financiero, propiedad inmobiliaria y cultura (Macba/UAB, 2005), escrito con su colega, el también catedrático de Geografía Neil Smith, critica el proceso de «disneyficación» del modelo urbano de Barcelona.

### El Derecho a la Ciudad
En línea con sus estudios sobre el urbanismo, Harvey aborda el tema del Derecho a la Ciudad (2013) , retomando la obra de  Henri Lefebvre.  Este señala que el resurgimiento de la idea del DC no se debe del todo al legado intelectual de Lefebvre, por más importante que pueda ser, ni a las diversas fascinaciones y modas intelectuales, surge primordialmente de las calles, “como un grito de socorro de gente oprimida en tiempos desesperados”. De ahí, que parta en estudiar a las movilizaciones sociales que tienen lugar en lo que denomina "Ciudades Rebeldes", como una exigencia y reclamo de parte de estas ante el avance del cercamiento urbano que realiza el capitalismo. Harvey entiende al DC, al igual que Lefebvre, como una categoría de movilización política, un “derecho colectivo […] a cambiar y reinventar la ciudad de acuerdo con nuestros deseos. Es, además, un derecho más colectivo que individual ya que la reinvención de la ciudad depende inevitablemente del ejercicio de un poder colectivo sobre el proceso de urbanización [Es…] la libertad para hacer y rehacernos a nosotros mismos y a nuestras ciudades […]”. En ese sentido, Harvey  define al DC como un derecho a reconstruir y volver a crear la ciudad como un cuerpo político socialista, para erradicar la pobreza y la desigualdad, y sobre todo, poner freno a la degradación medioambiental.

## Carrera profesional
- B.A. (Hons) St Johns College, Cambridge, 1957
- Doctorado. St Johns College, Cambridge, 1961.
- Posdoctorado, Universidad de Uppsala, Suecia 1960-1961
- Lecturer, Geografía, Universidad de Bristol, Reino Unido (1961-1969)
- Profesor Asociado, Departamento de Geografía e Ingeniería medioambiental, Universidad Johns Hopkins,(1969-1973)
- Profesor, Departamento de Geografía e Ingeniería medioambiental, Universidad Johns Hopkins,(1973-1987 y 1993-2001)
- Halford Mackinder Profesor de Geografía, Universidad de Oxford, (1987-1993)
- Distinguished Professor, Departamento de Antropología, City University of New York (2001-actualidad)
- Profesor invitado, Director del Centro Nacional de Estrategias para el Derecho al Territorio (CENEDET), en el Instituto de Altos Estudios Nacionales de Ecuador, (2014-2016).

## Obras principales
- 1969 - Explanation in Geography. En español: Teorías, leyes y modelos en geografía (1983) Alianza Editorial. ISBN 84-206-8060-5.
- 1973 - Social Justice and the City. En español: Urbanismo y desigualdad social (1992) Siglo XXI de España. ISBN 84-323-0252-X.
- 1982 - The Limits to Capital. En español: Los límites del capitalismo y la teoría marxista (1990) México: Fondo de Cultura Económica. ISBN 968-16-3302-4.
- 1985 - The Urbanization of Capital.
- 1985 - Consciousness and the Urban Experience.
- 1989 - The Condition of Postmodernity. En español: La condición de la posmodernidad: Investigación sobre los orígenes del cambio cultural (1998) Buenos Aires: Amorrortu editores. ISBN 950-518-652-5.
- 1989 - The Urban Experience.
- 1996 - Justice, Nature and the Geography of Difference.
- 2000 - Spaces of Hope. En español: Espacios de esperanza ( 2003) Madrid: Akal. ISBN 84-460-1638-9.
- 2001 - Spaces of Capital: Towards a Critical Geography. En español: Espacios del capital: hacia una geografía critica (2007) Madrid: Akal. ISBN 978-84-460-2064-6.
- 2003 - The New Imperialism. En español: El nuevo imperialismo (2004) Madrid: Akal. ISBN 84-460-2066-1.
- 2003 - Paris, Capital of Modernity.
- 2004 - El nuevo imperialismo: acumulación por desposesión (2004); Pantich, Leo y Colin Leys (ed.) El Nuevo desafío Imperial: 99-129. Buenos Aires: Merlin Press - Clacso.
- 2005 - A Brief History of Neoliberalism (2005). En español: Breve historia del neoliberalismo (2007) Madrid: Akal. ISBN 978-84-460-2517-7.
- 2006 - Spaces of Global Capitalism: Towards a Theory of Uneven Geographical Development.
- 2006 - The Limits to Capital New Edition.
- 2008 - The Communist Manifesto- New Introduction Pluto Press (2008)
- 2009 - Cosmopolitanism and the Geographies of Freedom, Columbia University Press
- 2009 - Introduction to Marx's Capital, Verso. En español: Guía de El Capital de Marx (2014) Madrid: Akal. ISBN 978-84-460-3941-9.
- 2010 - The Enigma of Capital and the Crises of Capitalism, Profile Books. En español: El enigma del Capital y las crisis del capitalismo (2012) Madrid: Akal. ISBN 978-84-460-3544-2.
- 2013 - Rebel Cities: From the Right to the City to the Urban Revolution. Verso. En español: Ciudades rebeldes. Del derecho de la ciudad a la revolución urbana (2013) Madrid: Akal. ISBN 978-84-460-3799-6
- 2013 - A Companion to Marx's Capital, Volume 2, Verso. En español: Guía de El Capital de Marx. Libro segundo (2016) Madrid: Akal. ISBN 978-84-460-4268-6.
- 2014 - Seventeen Contradictions and the End of Capitalism, Profile Books. En español: Diecisiete Contradicciones Y El Fin Del Capitalismo (2014): Traficantes De Sueños. ISBN 978-84-96453-50-0
- 2016 - The Ways of the World, Profile Books.
- 2020 - Razones para ser anticapitalistas / David Harvey; prólogo de Thomas Marois. - 1a ed . - Ciudad Autónoma de Buenos Aires: CLACSO, 2020. Libro digital, PDF - (Masa Crítica / Batthyany, Karina).
- 2023 - A Companion to Marx's Grundrisse, Verso. ISBN 978-1804290989.

## Enlaces
En español
- Política anticapitalista en tiempos de COVID-19, D. Harvey, 22/3/2020
- La Geografía de David Harvey. Archivado el 5 de mayo de 2007 en Wayback Machine. Asociación de Geógrafos Españoles
- La crisis capitalista. Relación entre urbanización y formación de la crisis, en página 12, 16/1/2011
- CIS BOLIVIA (2 de octubre de 2014), ENTREVISTA DAVID HARVEY, consultado el 1 de agosto de 2016.
- Katu Arkonada (1 de julio de 2012), La crisis económica internacional en perspectiva (David Harvey), consultado el 1 de agosto de 2016.
- Escucha, anarquista!.
- Salto “Estamos viviendo en el mundo de la esclavitud de la deuda”, El Salto, 10/2/2018
- Salto “Ahora no construimos ciudades para que la gente viva sino para que se invierta en ellas”, El Salto, 17/02/2018
- “No existe una idea buena y moral que el capital no pueda apropiarse y convertir en algo horrendo”, David Harvey entrevistado por Daniel Denvir (Jacobin), CTXT, 20/11/2021.

En inglés
- Lecturas de Harvey sobre El Capital de "Karl Marx"
- Entrevista a David Harvey por Theory Talks, 2008
- Harvey, D. «The Crises of Capitalism» Discurso en la RSA, el 26 de abril de 2010. Versión de RSA Animate.

- Datos: Q343055
- Multimedia: David Harvey / Q343055